# Противотанкова управляема ракета
Противотанкова управляема ракета (на английски: anti-tank guided missile) е вид управляема ракета с малък обсег на действие, предназначена за поразяването на тежки бронирани военни превозни средства.
В някои източници е използвано едно по-старо наименование – противотанков управляем реактивен снаряд. Този тип ракети варират в широк размерен диапазон, като могат да бъдат изстрелвани, както от индивидуално преносими установки, така и от големи такива, за чието опериране и транспортиране се изискват няколко военнослужещи и съответните военни моторизирани единици. Ракети от този вид могат да бъдат прикрепени и към моторни превозни средства или летателни апарати.
Благодарение на използването на ракети от този клас във воденето на съвременни войни се дава шанс пехотата да противодейства ефективно на леки и средни танкове. С течение на времето и развитието на системите за защита на танковете на 21 век, по-малките установки и ракети от този тип се оказват неефективни срещу тежки танкове.